# شای دوفین
شای دوفین (به انگلیسی: Shay Duffin) (زاده ۲۶ فوریهٔ ۱۹۳۱ -درگذشته ۲۳ آوریل ۲۰۱۰) بازیگر ایرلندی بود.
از فیلم‌های معروف او می‌توان به بازی در فیلم آب سر بالا اشاره کرد.